# 亨宁·福德
亨宁·福德（丹麥語：Henning Fode，1948年1月28日—）是一名丹麦公务员，自2008年起担任丹麦女王玛格丽特二世的私人秘书和内务大臣，直至她于2024年退位。
在获任命为女王私人秘书前，他的职务是担任检察长，此前他也曾担任丹麦安全情报局局长在内的多个职务。
女王退位后，他辞去了私人秘书和内务大臣职务。同时，新王朝也将不再任命新的内阁秘书，而新王朝的宫廷典礼大臣将负责对应的工作。

## 所获荣誉
- 猎鹰勋章大十字勋章（2017年1月24日）[4]
- 天主教伊莎贝拉骑士大十字勋章（2023年10月24日） [5]